# Вилья-Пескейра (муниципалитет)
Вилья-Пескейра (исп. Villa Pesqueira) — муниципалитет в Мексике, штат Сонора, с административным центром в одноимённом городке. Численность населения, по данным переписи 2020 года, составила 1043 человека.

## Общие сведения
Название Villa Pesqueira дано в честь губернатора Соноры — Игнасио Пескейры.
Площадь муниципалитета равна 1123,2 км², что составляет 0,6 % от площади штата, а наиболее высоко расположенное поселение Мартинес, находится на высоте 899 метров.
Он граничит с другими муниципалитетами Соноры: на севере с Бавьякорой, на востоке с Сан-Педро-де-ла-Куэвой и Сойопой, на юге с Ла-Колорадой, на западе с Масатаном и Уресом.

## Учреждение и состав
Муниципалитет был образован 26 июня 1934 года, по данным 2020 года в его состав входит 17 населённых пунктов, самые крупные из которых:
| Код INEGI                  | Населённый пункт                                                                                         | Численность населения (2005 год) | Численность населения (2010 год) | Численность населения (2020 год) |
| -------------------------- | --- | -------------------------------- | -------------------------------- | -------------------------------- |
| 068                        | Всего | 1374                             | 1254                             | 1043                             |
| 0001                       | Вилья-Пескейра (исп. Villa Pesqueira (Mátape)) 29°07′06″ с. ш. 109°58′08″ з. д. (административный центр) | 690                              | 629                              | 483                              |
| 0050                       | Накори-Гранде (исп. Nacori Grande) 29°03′38″ с. ш. 110°03′24″ з. д.                                      | 324                              | 296                              | 246                              |
| 0002                       | Адивино (исп. Adivino) 28°58′39″ с. ш. 110°02′17″ з. д.                                                  | 255                              | 256                              | 239                              |
| 0053                       | Ла-Нория-де-Валера (исп. La Noria de Varela) 29°16′41″ с. ш. 109°55′31″ з. д.                            | 1                                | 1                                | 6                                |
| —                          | Прочие                                                                                                   | 104                              | 72                               | 69                               |
| Названия на карте Генштаба | |                                  |                                  |                                  |

## Экономическая деятельность
По статистическим данным 2000 года, работоспособное население занято по секторам экономики в следующих пропорциях:
- сельское хозяйство, скотоводство и рыбная ловля — 42 %;
- промышленность и строительство — 31,9 %;
- торговля, сферы услуг и туризма — 24,9 %;
- безработные — 1,2 %.

## Инфраструктура
По статистическим данным 2020 года, инфраструктура развита следующим образом:
- электрификация: 97,3 %;
- водоснабжение: 8,8 %;
- водоотведение: 94,7 %.